# It Girl (canción)
«It Girl» —en español: «Yo chica»— es una canción del artista estadounidense Jason Derülo, lanzado como el segundo sencillo de su segundo álbum de estudio, Future History 9 de agosto de 2011. La canción fue escrita por Derülo, E. Kidd Bogart, Lindy Robbins y Emanuel "Eman" Kiriakou, quien también maneja la producción de la canción. Musicalmente, "It Girl" es un pop a medio tiempo y R & B canción de amor, que cuenta con una intro de silbidos y una melodía de guitarra acústica. Líricamente, gira en torno a Derülo cantando las alabanzas de la chica perfecta que encontró después de buscar por todas partes.
- Datos: Q1809957